# Mig (rappeur)
Pour les articles homonymes, voir MIG.
Mig, parfois stylisé M.I.G, né le 29 avril 2002  à Meulan-en-Yvelines, est un rappeur français.
Son premier album, Toujours +, sort le 30 septembre 2022 et contient des featurings avec Heuss l'Enfoiré, Tiakola et Leto.
Son second album, 21, sort le 26 mai 2023 et contient des featurings avec ZKR, Niska, Maes, LE RISQUE et Zokush.
Son troisième album, Tout ou rien, sort le 6 juin 2025 et contient des featurings avec La Fouine, Naza, Niaks, RK, DA Uzi et Timal.

## Biographie

### Jeunesse
Mig, de son vrai nom Miguel D. est né le 29 avril 2002  à Meulan-en-Yvelines. Issu d'une famille d'origine congolaise, il grandit dans le quartier de Saint-Hubert à Sainte-Geneviève-des-Bois dans l'Essonne,. Il découvre le rap en écoutant notamment Mister You, Jul ou Jo le Pheno puis s'intéresse à la drill à travers Chief Keef, tout en appréciant des rappeur comme Naps.

### Carrière

#### 2019: Début
Mig commence à rapper en 2019, à l'âge de 17 ans, sous l'impulsion de son manager Tookie. Il publie ses premiers clips sur la chaîne YouTube de Daymolition mais sa série de freestyles sur Instagram pendant les confinements liés à la pandémie de Covid-19 en France et son titre Barbara Kean sorti le 27 septembre 2020, morceau le plus utilisé sur TikTok en octobre et certifié single d'or le 29 août 2024, lui apportent un début de reconnaissance publique.

#### 2021: EP02 Généet emprisonnement
Le 28 mai 2021, Mig participe à l'épisode 3 de la saison 3 de l'émission Rentre dans le Cercle. Le vidéoclip du single Criminel, en featuring avec ISK, sort le 29 avril 2021.
Le 25 juin 2021 sort le premier EP de Mig, 02 Géné, du nom d'un groupe de rappeurs issus de la génération 2002 et originaires d'Essonne dont il fait partie. L'opus comprend notamment des featurings avec ISK, Koba LaD et Da Uzi et est certifié disque d'or le 13 février 2025. Le titre Pas ralentir contenu dans l'album est certifié single d'or le 15 octobre 2023. 
Le 6 septembre 2021, Mig sort le vidéoclip de Pas de ralentir 2. Le 17 septembre 2021, Mig apparaît en featuring sur le titre 2 Mi-temps de Fresh LaDouille.
Mig apparaît sur les titres Ghettoïsé et C'est pas un film de l'album collectif Le Classico organisé sorti le 5 novembre 2021 et sort le titre Sauvette Sauvage le 26 novembre 2021.

#### 2022: Premier album:Toujours +
Mig sort le vidéoclip du titre Vrai Savage le 13 mai 2022. Le rappeur apparaît en featuring sur le titre Bonbonnes de LE RISQUE sorti le 2 juin 2022, sur le freestyle Booska 91 de Booska-P aux côtés de Gambino La MG, Yaro et Daks sorti le 17 juin 2022 et avec 50K sur le titre Midi pile, extrait de la mixtape 91 All Stars sortie le 15 juillet 2022.
Le 8 juillet 2022 sort le vidéoclip du single Les frères en featuring avec Heuss l'Enfoiré. Le 22 septembre 2022 sort le freestyle Booska Toujours + pour Booska-P puis le 9 septembre 2022, le vidéoclip du single À tout à l'heure annonce la date de sortie de son prochain album. Le 16 septembre 2022, Mig apparaît en featuring aux côtés de Guy2Bezbar et RK sur le titre Indiana extrait de l'album Mentalité de ce dernier.
Le 30 septembre 2022 sort son premier album Toujours +, contenant notamment des featurings avec Heuss l'Enfoiré, Tiakola et Leto. L'album atteint la 4e place des charts français, se vendant à 7 428 copies lors de sa première semaine et est certifié disque d'or le 26 septembre 2024. Le titre Quand j'y repense en featuring avec Tiakola, dont le vidéoclip sort le 23 novembre 2022, est certifié single de platine le 29 août 2024 et le titre Encore une fois (Maman) est certifié single d'or le 20 février 2025.

#### 2023: Second album:21
Le 1er janvier 2023, Mig sort le single et le clip Pas de ralentir 3, extrait de l'album Toujours +. Le 22 mai 2023 sort le vidéoclip du single Ok Ok. Mig apparaît également en featuring avec deux membres du collectif 02 Géné, Zokush et LE RISQUE, sur le titre Aggravage 3 de ce dernier.
Le 26 mai 2023 sort le second album de Mig, 21, comprenant notamment des featurings avec ZKR, Niska, Maes, LE RISQUE et Zokush. Le vidéoclip de 10KG, en featuring avec ZKR, sort le 21 juillet 2023.
Le 24 novembre 2023, Mig apparaît en featuring sur le titre et le vidéoclip d'A6-A7 d'YL, extrait de son album LARLAR Part.1.
Mig apparaît en featuring avec Dosseh sur le titre Sur écoute, extrait de la mixtape Du Nord au Sud de Footkorner sortie le 8 décembre 2023, suivi d'un clip sorti le 12 décembre 2023.

#### 2024
Mig participe à la compilation Game Over 3 - Terminal 2 sortie le 23 février 2024 avec le titre Avertissement.
Le 24 avril 2024, Mig sort le vidéoclip du single La Ligne.
Le 30 septembre 2024, Mig sort le vidéoclip du single Pas de Ralentir 4.

#### 2025
Le 23 avril 2025, Mig sort le vidéoclip du single La Mentale, suivi de Elle 2.0 le 14 mai et de Tous les jours en featuring avec Naza le 7 juin.
le 6 mai 2025, Mig annonce la sortie d'un nouvel album, Tout ou rien, composé de 16 titres dont des featurings avec  La Fouine, Naza, Niaks, RK, DA Uzi et Timal. le 9 mai sort le freestyle Booska Tout ou rien pour Booska-P.

## Affaires judiciaires
Le 30 septembre 2021, Mig est emprisonné pour 14 mois ferme au centre pénitentiaire de Fleury-Mérogis pour violences aggravées, notamment à la suite d'affrontements contre des bandes provenant de Saint-Michel-sur-Orge,. Le freestyle 30 septembre marquant son entrée en détention sort le 5 octobre 2021 et est certifié single d'or le 20 mars 2025. L'avocate Naïri Zadourian, qui avait remporté le procès de Da Uzi en mai 2021, obtient à Mig un aménagement de peine de huit mois, ce qui lui permet de sortir de prison le 18 mars 2022. Il publie le même jour le freestyle 18 mars pour marquer sa libération,,.
Le rappeur comparait le 8 septembre 2022 devant le tribunal de Évry-Courcouronnes pour « apologie de crime envers les forces de l'ordre et entrave à la circulation publique », ayant « repartagé une photo menaçante envers les policiers sur son compte Instagram fin 2020 » et bloqué la circulation le 14 juin 2021 lors du tournage du vidéoclip du titre Kuluna  en featuring avec Da Uzi.

## Classements et certifications

### Album
| Année | Album      | Classement | Classement | Classement | Classement | Certification      |
| Année | Album      | FR         | BEL (FL)   | BEL (WA)   | SWI        | Certification      |
| ----- | ---------- | ---------- | ---------- | ---------- | ---------- | ------------------ |
| 2021  | 02 Géné    | 40         | —          | 85         | —          | France (SNEP) : Or |
| 2022  | Toujours + | 4          | —          | 25         | 9          | France (SNEP) : Or |
| 2023  | 21         | 16         | —          | 41         | —          | —                  |

### Singles
| Année | Titre                              | Classement | Classement | Classement | Certification           | Album / Mixtape |
| Année | Titre                              | FR         | BEL (WA)   | SWI        | Certification           | Album / Mixtape |
| ----- | ---------------------------------- | ---------- | ---------- | ---------- | ----------------------- | --------------- |
| 2021  | Histoire                           | —          | —          | —          | France (SNEP) : Or      | 02 Géné         |
| 2021  | Pas ralentir                       | —          | —          | —          | France (SNEP) : Or      | 02 Géné         |
| 2021  | Barbara Kean                       | —          | —          | —          | France (SNEP) : Or      | 02 Géné         |
| 2021  | 30 septembre                       | 81         | —          | —          | France (SNEP) : Or      | —               |
| 2021  | Sauvette sauvage                   | 173        | —          | —          | —                       | —               |
| 2021  | 18 mars                            | 77         | —          | —          | —                       | —               |
| 2022  | Les frères (feat. Heuss l'Enfoiré) | 117        | —          | —          | —                       | Toujours +      |
| 2022  | À tout à l'heure                   | 55         | —          | —          | —                       | Toujours +      |
| 2022  | Booska Toujours +                  | 127        | —          | —          | —                       | —               |
| 2022  | Toujours +                         | 80         | —          | —          | —                       | Toujours +      |
| 2022  | À la mode                          | 104        | —          | —          | —                       | Toujours +      |
| 2022  | Dans ma tête                       | 134        | —          | —          | —                       | Toujours +      |
| 2022  | La beuh                            | 108        | —          | —          | —                       | Toujours +      |
| 2022  | Trafic                             | 125        | —          | —          | —                       | Toujours +      |
| 2022  | Bouge ton boule                    | 109        | —          | —          | —                       | Toujours +      |
| 2022  | La chance                          | 154        | —          | —          | —                       | Toujours +      |
| 2022  | Jamais fini                        | 127        | —          | —          | —                       | Toujours +      |
| 2022  | Encore une fois (Maman)            | 30         | —          | —          | France (SNEP) : Or      | Toujours +      |
| 2022  | Haut-parleur                       | 177        | —          | —          | —                       | Toujours +      |
| 2022  | Quand j'y repense (feat. Tiakola)  | 8          | —          | —          | France (SNEP) : Platine | Toujours +      |
| 2022  | Dans nos blocks (feat. Leto)       | 55         | —          | —          | —                       | Toujours +      |
| 2022  | Pas de ralentir 3                  | 97         | —          | —          | —                       | Toujours +      |
| 2023  | 10KG (feat. ZKR)                   | 145        | —          | —          | —                       | 21              |
| 2023  | Cardio (feat. Niska)               | 77         | —          | —          | —                       | 21              |
| 2023  | Viser la lune (feat. Maes)         | 110        | —          | —          | —                       | 21              |